# Igor Kurganow
Igor Kurganow (russisch Игорь Курганов; englische Transkription Igor Kurganov; * 5. Mai 1988 in Leningrad) ist ein professioneller russisch-deutscher Pokerspieler.
Kurganow hat sich mit Poker bei Live-Turnieren mehr als 18,5 Millionen US-Dollar erspielt und ist damit der erfolgreichste russische Pokerspieler. Er gewann 2012 das High Roller der European Poker Tour und 2017 ein Bracelet bei der World Series of Poker sowie das Super High Roller der PokerStars Championship.

## Persönliches
Kurganow ist seit März 2014 mit der englischen Pokerspielerin Liv Boeree liiert. Gemeinsam mit ihr und dem deutschen Pokerspieler Philipp Gruissem gründete er Anfang Juli 2014 das an den Prinzipien des Effektiven Altruismus orientierte Charity-Projekt Raising for Effective Giving. Kurganow lebte eine Zeit in München und heute in London.

## Pokerkarriere

### Werdegang
Kurganow spielt online unter dem Nickname lechuckpoker. Von Februar 2017 bis November 2019 gehörte er dem Team PokerStars an, für das er unter dem Nickname IgorKurganov spielte.
Seine erste Geldplatzierung bei einem Live-Turnier erzielte Kurganow im August 2009 in Macau. Anfang Januar 2010 kam er beim PokerStars Caribbean Adventure auf den Bahamas erstmals bei einem Main Event der European Poker Tour (EPT) ins Geld und belegte den mit 20.000 US-Dollar dotierten 119. Platz. Ende April 2012 gewann er das High-Roller-Turnier der EPT in Monte-Carlo und erhielt eine Siegprämie von über einer Million Euro. Bei der Aussie Millions Poker Championship in Melbourne erreichte der Russe im Frühjahr 2013 den Finaltisch der A$100.000 Challenge und A$250.000 Challenge für Preisgelder von über 1,1 Millionen Australischen Dollar und gewann anschließend die A$25.000 Challenge mit einer Siegprämie von 275.000 Australischen Dollar. Anfang Juni 2013 kam er beim Main Event der GuangDong Asia Millions auf den sechsten Platz für umgerechnet über eine Million US-Dollar Preisgeld. Ende Juni 2013 war er erstmals bei der World Series of Poker (WSOP) im Rio All-Suite Hotel and Casino am Las Vegas Strip erfolgreich und belegte bei einem Turnier in No Limit Hold’em den elften Platz für über 70.000 US-Dollar. Ende April 2014 kam Kurganow beim Super-High-Roller-Event des Grand Finals in Monte-Carlo erneut in die Geldränge und beendete das Turnier auf dem dritten Platz für sein bisher größtes Preisgeld von über 1,1 Millionen Euro. Ein Jahr später landete er bei dem gleichen Turnier auf dem vierten Platz für knapp 630.000 Euro. Von April bis November 2016 spielte der Russe als Teil der London Royals in der Global Poker League und kam mit seinem Team bis in die Playoffs. Bei der WSOP 2017 gewann Kurganow zusammen mit Boeree die Tag Team Championship und damit sein erstes Bracelet sowie ein gemeinsames Preisgeld von rund 270.000 US-Dollar. Die Hälfte dieser Siegprämie spendete das Paar an Raising for Effective Giving. Bei der PokerStars Championship im August 2017 in Barcelona gewann Kurganow das Super High Roller mit einer Siegprämie von über einer Million Euro. Mitte Juli 2018 wurde er beim 50.000 US-Dollar teuren High-Roller-Event der WSOP 2018 Fünfter für rund 380.000 US-Dollar Preisgeld. Im Dezember 2018 belegte der Russe beim Super High Roller Bowl im Aria Resort & Casino am Las Vegas Strip den mit 756.000 US-Dollar dotierten sechsten Platz. Anfang Juni 2019 erreichte er an gleicher Stelle beim Main Event der World Poker Tour den Finaltisch und wurde Zweiter für rund 285.000 US-Dollar. Bei der WSOP 2019 belegte Kurganow beim 100.000 US-Dollar teuren High-Roller-Event den vierten Platz und erhielt knapp 850.000 US-Dollar. Seitdem blieben größere Turniererfolge aus.

### Preisgeldübersicht
Mit erspielten Preisgeldern von über 18,5 Millionen US-Dollar ist Kurganow der erfolgreichste russische Pokerspieler.
| Jahr   | Preisgeld (in $) | Turniersiege |
| ------ | ---------------- | ------------ |
| 2009   | 111.175          | 1            |
| 2010   | 41.334           | 0            |
| 2011   | 738.269          | 0            |
| 2012   | 1.807.515        | 2            |
| 2013   | 3.362.108        | 2            |
| 2014   | 2.264.493        | 1            |
| 2015   | 1.408.330        | 1            |
| 2016   | 2.309.312        | 3            |
| 2017   | 2.613.586        | 3            |
| 2018   | 1.941.699        | 0            |
| 2019   | 1.831.648        | 0            |
| 2020   | 277.250          | 0            |
| 2021   | 0                | 0            |
| 2022   | 128.143          | 0            |
| 2023   | 0                | 0            |
| gesamt | 18.834.862       | 13           |